# Ачканов Григорій Павлович
Григо́рій Па́влович Ачка́нов (8 січня (20 січня за новим стилем) 1887, Одеса — 3 грудня 1937, Ленінград) — російський партійний і профспілковий діяч. Брат Федора Ачканова.

## Біографічні відомості
Григорій Ачканов народився в Одесі у сім'ї моряка. За фахом — судновий механік.
1904 року вступив до більшовицької партії. Від 1905 року — член підпільного Одеського комітету РСДРП. Кілька разів зазнавав арештів.
1917 року член комітету РСДРП(б) і президії Ради робітничих депутатів міста Одеси; брав участь у створенні Червоної гвардії.
1918 року — член ревкому при Центральному виконавчому комітеті Рад Румунського фронту, Чорноморського флоту та Одеської області (Румчерод), комісар пошти і телеграфу Одеського Раднаркому.
Від 1923 року — голова ЦК спілки працівників водного транспорту. Від 1926 року — генеральний секретар міжнародного комітету пропаганди і дії транспортників, член Центральної Ради Профінтерну.
Від 1931 року — заступник начальника Радторгфлоту. Далі був директором морського Регістру СРСР. Мешкав у Ленінграді — набережна Червоного Флоту, будинок 20, квартира 23.
Заарештовано 20 березня 1937 року. Виїзною сесією Військової колегії Верховного суду СРСР в місті Ленінград 3 грудня 1937 року засуджено за статтями 58-7-8 та 114 до вищої міри покарання. Розстріляно в Ленінграді 3 грудня 1937 року.